# 8163 Ishizaki
8163 Ishizaki (1990 UF2) là một tiểu hành tinh vành đai chính được phát hiện ngày 27 tháng 10 năm 1990 bởi T. Seki ở Geisei.